# Hans Granfelt
Hans Granfelt, född 26 oktober 1897 i Stockholm, död 5 september 1963 i Danderyd, var en svensk fäktare och friidrottare (diskuskastning).
Han blev olympisk silvermedaljör i lag i värja i Berlin 1936 . Han deltog även vid OS i Antwerpen år 1920, där han blev utslagen i kvalet i diskuskastning. Vid detta OS var han dessutom svensk fanbärare vid invigningen. 